# Sessi D'Almeida
Sessi Octave Emile D'Almeida (* 20. listopadu 1995) je beninský profesionální fotbalista, který hraje na pozici defenzivního záložníka za kyperský klub Apollon Limassol. Narodil se ve Francii, ale hraje za beninský národní tým.

## Klubová kariéra
D'Almeida debutoval za Bordeaux 12. prosince 2013 ve skupinové fázi Evropské ligy UEFA proti Maccabi Tel Aviv, když odehrál prvních 75 minut při porážce 0:1, než byl vystřídán Théem Pellenardem.
Dne 23. srpna 2014 debutoval za Bordeaux v Ligue 1, když nahradil Andrého Biyogo Poka na posledních 9 minut při výhře 3:1 na hřišti OGC Nice.
Po úspěšné zkoušce v Barnsley v létě 2016 podepsal D'Almeida dvouletou smlouvu s klubem EFL Championship.
Na konci sezóny 2017/18 byl propuštěn z Blackpoolu.
Dne 13. července 2018 podepsal D'Almeida roční smlouvu s týmem EFL League Two Yeovil Town FC s opcí na prodloužení o další rok. Po sestupu klubu na konci sezóny 2018/19 byl D'Almeida Yeovilem propuštěn.
Dne 24. července 2019 se D'Almeida vrátil do Francie, kde podepsal dvouletou smlouvu s týmem Ligue 2 Valenciennes FC.

## Reprezentační kariéra
D'Almeida byl poprvé povolán do beninského národního týmu v roce 2014 pro kvalifikační zápasy na Africký pohár národů 2015 proti Svatému Tomáši a Princově ostrovu. Za Benin debutoval v roce 2015 při remíze 1:1 proti Rovníkové Guiney.

## Statistiky

### Klubové
Platí k zápasu hranému 8. července 2024.
| Klub                  | Sezóna            | Liga                   | Liga   | Liga | Národní pohár | Národní pohár | Ligový pohár | Ligový pohár | Ostatní | Ostatní | Celkově | Celkově |
| Klub                  | Sezóna            | Soutěž                 | Zápasy | Góly | Zápasy        | Góly          | Zápasy       | Góly         | Zápasy  | Góly    | Zápasy  | Góly    |
| --------------------- | ----------------- | ---------------------- | ------ | ---- | ------------- | ------------- | ------------ | ------------ | ------- | ------- | ------- | ------- |
| Bordeaux B            | 2013/14           | Championnat National 2 | 12     | 1    | —             | —             | —            | —            | 0       | 0       | 12      | 1       |
| Bordeaux B            | 2014/15           | Championnat National 2 | 21     | 0    | —             | —             | —            | —            | 0       | 0       | 21      | 0       |
| Bordeaux B            | Celkově           | Celkově                | 33     | 1    | —             | —             | —            | —            | 0       | 0       | 33      | 1       |
| Bordeaux              | 2013/14           | Ligue 1                | 0      | 0    | 0             | 0             | 0            | 0            | 1       | 0       | 1       | 0       |
| Bordeaux              | 2014/15           | Ligue 1                | 2      | 0    | 0             | 0             | 0            | 0            | 0       | 0       | 2       | 0       |
| Bordeaux              | Celkově           | Celkově                | 2      | 0    | 0             | 0             | 0            | 0            | 1       | 0       | 3       | 0       |
| Paris Saint-Germain B | 2015/16           | Championnat National 2 | 16     | 0    | —             | —             | —            | —            | 0       | 0       | 16      | 0       |
| Barnsley              | 2016/17           | EFL Championship       | 3      | 0    | 0             | 0             | 0            | 0            | 0       | 0       | 3       | 0       |
| Blackpool             | 2017/18           | EFL League One         | 23     | 0    | 0             | 0             | 0            | 0            | 4       | 1       | 27      | 1       |
| Yeovil Town           | 2018/19           | EFL League Two         | 35     | 1    | 1             | 0             | 1            | 0            | 0       | 0       | 37      | 1       |
| Valenciennes          | 2019/20           | Ligue 2                | 24     | 1    | 0             | 0             | 0            | 0            | —       | —       | 24      | 1       |
| Valenciennes          | 2020/21           | Ligue 2                | 23     | 0    | 3             | 0             | —            | —            | —       | —       | 26      | 0       |
| Valenciennes          | 2021/22           | Ligue 2                | 8      | 0    | 1             | 0             | —            | —            | —       | —       | 9       | 0       |
| Valenciennes          | Celkově           | Celkově                | 55     | 1    | 4             | 0             | 0            | 0            | —       | —       | 59      | 1       |
| Tondela (hostování)   | 2021/22           | Primeira Liga          | 8      | 0    | 2             | 0             | 0            | 0            | —       | —       | 10      | 0       |
| Pau FC                | 2022/23           | Ligue 2                | 35     | 0    | 4             | 0             | —            | —            | —       | —       | 39      | 0       |
| Pau FC                | 2023/24           | Ligue 2                | 33     | 1    | 0             | 0             | —            | —            | —       | —       | 33      | 1       |
| Pau FC                | Celkově           | Celkově                | 68     | 1    | 4             | 0             | 0            | 0            | —       | —       | 72      | 1       |
| Celkově v kariéře     | Celkově v kariéře | Celkově v kariéře      | 243    | 4    | 11            | 0             | 1            | 0            | 5       | 1       | 261     | 5       |

### Reprezentační
Platí k zápasu hranému 9. září 2023.
| Národní tým | Rok     | Zápasy | Góly |
| ----------- | ------- | ------ | ---- |
| Benin       | 2014    | 1      | 0    |
| Benin       | 2015    | 2      | 0    |
| Benin       | 2018    | 3      | 1    |
| Benin       | 2019    | 10     | 0    |
| Benin       | 2020    | 3      | 0    |
| Benin       | 2021    | 3      | 0    |
| Benin       | 2022    | 3      | 0    |
| Benin       | 2023    | 1      | 0    |
| Celkově     | Celkově | 26     | 1    |

#### Reprezentační góly
Skóre a výsledky Beninu jsou vždy zapsány jako první. Góly Sessiho D'Almeidy jsou zvýrazněny.
| Gól | Datum          | Místo                             | Zápas | Soupeř   | Skóre | Výsledek | Soutěž                                   |
| --- | -------------- | --------------------------------- | ----- | -------- | ----- | -------- | ---------------------------------------- |
| 1.  | 16. října 2018 | Stade de l'Amitié, Cotonou, Benin | 4.    | Alžírsko | 1:0   | 1:0      | Kvalifikace na Africký pohár národů 2019 |